# Förstakammarvalet i Sverige 1880
Förstakammarvalet i Sverige 1880 var ett val i Sverige. Valet utfördes av landstingen och i de städer som inte hade något landsting utfördes valet av stadsfullmäktige. 1880 fanns det totalt 589 valmän, varav 568 deltog i valet.
I Norrköpings stads valkrets ägde valet rum den 8 januari. I halva Östergötlands läns valkrets ägde valet rum den 22 mars. I Stockholms läns valkrets ägde valet rum den 3 maj. I Malmö stads valkrets ägde valet rum den 14 juni. I Södermanlands läns valkrets, andra halvan av Östergötlands läns valkrets, Hallands läns valkrets, Värmlands läns valkrets och Örebro läns valkrets ägde valet rum den 21 september. I Västernorrlands läns valkrets ägde valet rum den 22 september. I Västerbottens läns valkrets ägde valet rum den 23 september. I Västmanlands läns valkrets ägde valet rum den 28 september och i Kalmar läns södra valkrets ägde valet rum den 29 september.

## Invalda riksdagsmän
Stockholms läns valkrets:
- Johan Lundin

Södermanlands läns valkrets:
- Henrik Palmstierna

Östergötlands läns valkrets:
- Victor von Post
- Rudolph Abelin

Norrköpings stads valkrets:
- Fredrik Knut Harald Strömfelt

Kalmar läns södra valkrets:
- Nils Peter Ljunggren

Malmö stads valkrets:
- Carl Gottreich Beijer

Hallands läns valkrets:
- Theodor Carlheim-Gyllensköld

Värmlands läns valkrets:
- Jonas Andersson
- Henrik Rosensvärd

Örebro läns valkrets:
- Hugo Hamilton

Västmanlands läns valkrets:
- Carl Alfred Bäckström

Västernorrlands läns valkrets:
- Christian Fröberg

Västerbottens läns valkrets:
- Carl Otto Bergman